# Кунг-фу Панда: Легенде о феноментастичном
Кунг-фу Панда: Легенде о Феноментастичном (енгл. Kung Fu Panda: Legends of Awesomeness) америчка је анимирана телевизијска серија коју је креирао Никелодион као наставак филмова Кунг-фу Панда. Ради се о Панди и његовим пријатељима који уче кунг фу и боре се са зликовцима.
У Србији, Црној Гори, Босни и Херцеговини и Северној Македонији серија је премијерно приказана на каналу Никелодион, синхронизована на српски језик, 2013. године. Затим серија је приказивана и на Б92 користећи исту синхронизацију. Касније је репризирана на O2. Синхронизацију је радио студио Голд диги нет. Уводна шпица је такође синхронизована. Нема DVD издања.

## Епизоде
| Сезона | Сезона | Епизоде | Епизоде | Оригинално емитовање | Оригинално емитовање |
| Сезона | Сезона | Епизоде | Епизоде | Премијера            | Финале               |
| ------ | ------ | ------- | ------- | -------------------- | -------------------- |
|        | 1.     | 26      | 26      | 19. септембар 2011.  | 5. април 2012.       |
|        | 2.     | 26      | 26      | 6. април 2012.       | 21. јун 2013.        |
|        | 3.     | 28      | 28      | 24. јун 2013.        | 29. јун 2016.        |

## Радња
Радња се врти о панди По имену који има титулу змајевог ратника. По заједно са чувеном петорком живи у палати од жада у којој им члан бивше чувене петорке, Шифу, даје часове кунг фуа. Чувену петорку чине Тигрица, Мајмун, Ждрал, Богомољка и Змија, који имају улогу да штите село које се налази изнад палате од жада, али и читаву Кину. Током серије се појављују разни зликовци, који покушавају да опљачкају село, освоје Кину, али и да уните Змајевог ратнка,Чувену петорку и Шифоа. Сваки од зликоваца има свој начин наноења штете, на пример, Таотај прави машине којима напада, крокодили пљачкају село...

## Ликови
- По је главни јунак серије, панда који има титулу змајевог ратника. Воли да једе, нарочито кнедле, и због тога је дебео због чега му нико не верује да је он змајев ратник. Често се понаша као дете, али је јако храбар.[1][2]
- Мајмун је Поов најбољи друг. Воли да се шали и да прави смицалице у које По најчеће упада. Детињство му је било јако несрећно, његов брат му је отимао сваку девојку, све што он добије. Мајмун је, кад је одрастао постао члан чувене петорке.[3][4]
- Тигрица је веома одана и храбра, њен живот је углавном посвећен кунг фуу. Не одобрава глупирање, што По често ради. спремда је да уради све како би помогла, што показује њену одлучност. Због свих својих вештина је постала члан чувене петорке.[5][6]
- Ждрал је наизглед слаб, али је баш супротно. Препознатљив је то на глави носи шешир од сламе. Представљен је као лик који је склон болестима, и често прича досадне приче. Његова мајка дуго није знала да се он бави кунг фуом. Он је такође члан чувене петорке.[7][8]
- Богомољка је најмањи члан чувене петорке, али је пропорционално најјачи због своје величине. У свом животу је двапут био у вези, са гусеницом и са женком богомољке, а показало се да је врло емотиван када је бивао одбачен.[7][9]
- Змија је змија која на глави носи два цвета лотуса. Иако је змија, она је најљубазнији члан чувене петорке. Увек окушава да смири свађе између њених пријатеља, такође је једина која није исмејавала поа у неким случајевима.[10][11]
- Шифу је мајстор палате од жада у којој обучава змајевог ратника и чувену петорку кунг фуом. Шифу је био члан прошле чувене петорке, након чијег распада је основао нову поставу коју чине Мајмун, Тигрица, Ждрал, Богомољка и Змија. Шифу ће ризиковати све како би спасио неког.[12][13]

## Улоге
| Лик           | Глас         |
| ------------- | ------------ |
| По            | Мик Вингерт  |
| Шифу          | Фред Таташор |
| Тигрица       | Кари Валгрен |
| Мајмун        | Џејмс Си     |
| Ждрал         | Амир Талај   |
| Богомољка     | Макс Кох     |
| Змија         | Луси Лу      |
| Господин Пинг | Џејмс Хонг   |
| Таотај        | Волас Шон    |
| Ху            | Нил Рос      |